# Eric Maxim Choupo-Moting
Jean-Eric Maxim Choupo-Moting (Hamburgo, Alemania Occidental, 23 de marzo de 1989) es un futbolista alemán, nacionalizado camerunés, que juega de delantero en el New York Red Bulls de la Major League Soccer.

## Trayectoria

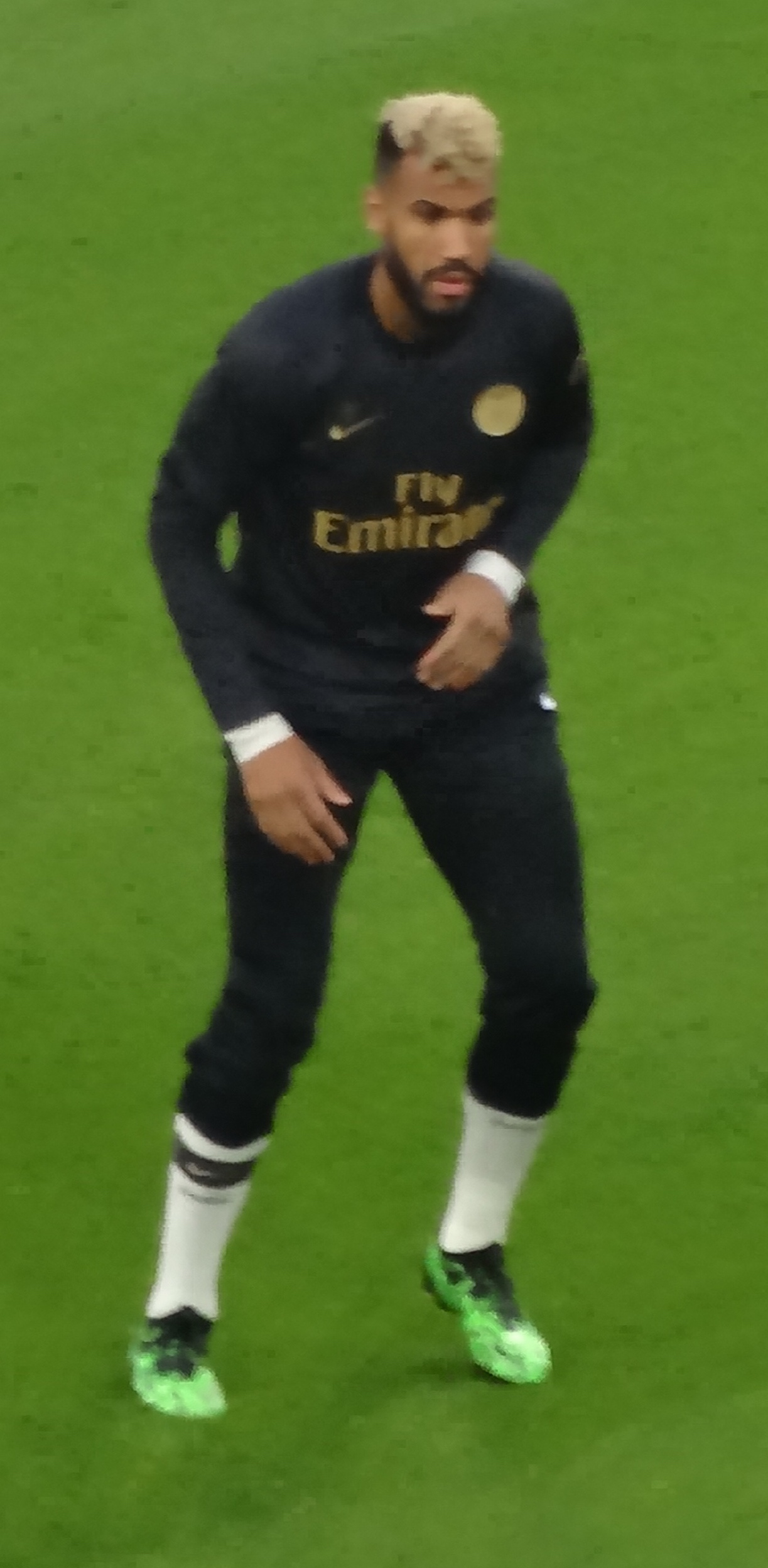
Choupo-Moting en un calentamiento con el PSG

Tras realizar su etapa formativa en varios de equipos de Hamburgo, su localidad natal, en 2007 llegó al primer equipo del Hamburgo S. V., renovando su contrato en febrero de 2008 hasta 2011. Tras dos temporadas en las que jugó también con el filial, el 31 de agosto de 2009 fue cedido al 1. F. C. Núremberg hasta final de temporada.
En mayo de 2011, a punto de expirar su vinculación con el equipo de Hamburgo, se hizo oficial su fichaje por el 1. FSV Maguncia 05 por tres temporadas. Pasado ese tiempo, el F. C. Schalke 04 anunció, el 5 de julio de 2014, su incorporación hasta el 30 de junio de 2017.
De cara a la temporada 2017-18 decidió marcharse de Alemania para continuar su carrera, siendo fichado por el Stoke City F. C. en agosto de 2017. Tras perder la categoría al término de la campaña, el 31 de agosto de 2018 rescindió su contrato y se marchó al París Saint-Germain F. C., donde jugaría los dos siguientes años. El 29 de junio de 2020 amplió su contrato dos meses hasta la finalización de las competiciones de la temporada 2019-20 que se alargaron como consecuencia de la pandemia de enfermedad por coronavirus. El 12 de agosto anotó en el tiempo de descuento en el partido de cuartos de final de la Liga de Campeones ante el Atalanta B. C. para dar el triunfo y el pase a semifinales al equipo parisino, ronda que no alcanzaban desde hacía 25 años.
Una vez terminada su etapa en París, el 5 de octubre se hizo oficial su regreso al fútbol alemán tras firmar por un año con el Bayern de Múnich. Al finalizar la temporada extendió su vinculación con el conjunto bávaro hasta junio de 2023. Durante el curso 2022-23 consiguió quince goles en sus primeros veinticuatro encuentros, registros que le valieron para ampliar su contrato en el mes de marzo hasta mediados de 2024. Ese fue su último año en el club y se marchó después de haber jugado 122 partidos, anotado 38 goles y conquistado la Bundesliga en tres ocasiones, así como la Supercopa de Alemania y la Copa Mundial de Clubes.
El 18 de diciembre de 2024 se anunció su fichaje por el New York Red Bulls hasta finales de 2026.

## Selección nacional
Internacional con Alemania en categorías inferiores, decidió representar en categoría absoluta a la selección de Camerún, con la que disputó los Mundiales de 2010 y 2014. En la clasificación para la edición de 2022, marcó el gol que forzó la prórroga en el partido decisivo y en el que lograron el pase para la fase final en el descuento de la misma.

### Participaciones en Copas del Mundo
| Mundial      | Sede      | Resultado    | Partidos | Goles |
| ------------ | --------- | ------------ | -------- | ----- |
| Mundial 2010 | Sudáfrica | Primera fase | 2        | 0     |
| Mundial 2014 | Brasil    | Primera fase | 3        | 0     |
| Mundial 2022 | Catar     | Primera fase | 3        | 1     |

## Estadísticas

### Clubes
Actualizado al último partido disputado el 13 de agosto de 2025.
| Club                              | Div.          | Temporada     | Liga  | Liga  | Copas nacionales | Copas nacionales | Copas internacionales | Copas internacionales | Total | Total |
| Club                              | Div.          | Temporada     | Part. | Goles | Part.            | Goles            | Part.                 | Goles                 | Part. | Goles |
| --------------------------------- | ------------- | ------------- | ----- | ----- | ---------------- | ---------------- | --------------------- | --------------------- | ----- | ----- |
| Hamburgo S. V. II · Alemania      | 4.ª           | 2006-07       | 12    | 1     | —                | —                | —                     | —                     | 12    | 1     |
| Hamburgo S. V. II · Alemania      | 4.ª           | 2007-08       | 8     | 0     | —                | —                | —                     | —                     | 8     | 0     |
| Hamburgo S. V. · Alemania         | 1.ª           | 2007-08       | 13    | 0     | 3                | 1                | 7                     | 2                     | 23    | 3     |
| Hamburgo S. V. II · Alemania      | 4.ª           | 2008-09       | 2     | 0     | —                | —                | —                     | —                     | 2     | 0     |
| Hamburgo S. V. II · Alemania      | 4.ª           | 2009-10       | 2     | 0     | —                | —                | —                     | —                     | 2     | 0     |
| Hamburgo S. V. · Alemania         | 1.ª           | 2009-10       | 0     | 0     | 1                | 0                | 1                     | 0                     | 2     | 0     |
| 1. F. C. Núremberg · Alemania     | 1.ª           | 2009-10       | 27    | 6     | 1                | 0                | —                     | —                     | 28    | 6     |
| 1. F. C. Núremberg · Alemania     | Total club    | Total club    | 27    | 6     | 1                | 0                | 0                     | 0                     | 28    | 6     |
| Hamburgo S. V. II · Alemania      | 4.ª           | 2010-11       | 7     | 0     | —                | —                | —                     | —                     | 7     | 0     |
| Hamburgo S. V. II · Alemania      | Total club    | Total club    | 31    | 1     | 0                | 0                | 0                     | 0                     | 31    | 1     |
| Hamburgo S. V. · Alemania         | 1.ª           | 2010-11       | 10    | 2     | 2                | 0                | —                     | —                     | 12    | 2     |
| Hamburgo S. V. · Alemania         | Total club    | Total club    | 23    | 2     | 6                | 1                | 8                     | 2                     | 37    | 5     |
| 1. FSV Maguncia 05 · Alemania     | 1.ª           | 2011-12       | 34    | 10    | 3                | 0                | 1                     | 0                     | 38    | 10    |
| 1. FSV Maguncia 05 · Alemania     | 1.ª           | 2012-13       | 8     | 0     | 1                | 1                | —                     | —                     | 9     | 1     |
| 1. FSV Maguncia 05 II · Alemania  | 4.ª           | 2012-13       | 2     | 0     | —                | —                | —                     | —                     | 2     | 0     |
| 1. FSV Maguncia 05 II · Alemania  | Total club    | Total club    | 2     | 0     | 0                | 0                | 0                     | 0                     | 2     | 0     |
| 1. FSV Maguncia 05 · Alemania     | 1.ª           | 2013-14       | 32    | 10    | 2                | 1                | —                     | —                     | 34    | 11    |
| 1. FSV Maguncia 05 · Alemania     | Total club    | Total club    | 74    | 20    | 6                | 2                | 1                     | 0                     | 81    | 22    |
| F. C. Schalke 04 · Alemania       | 1.ª           | 2014-15       | 31    | 9     | 1                | 0                | 8                     | 1                     | 40    | 10    |
| F. C. Schalke 04 · Alemania       | 1.ª           | 2015-16       | 28    | 6     | 2                | 0                | 6                     | 3                     | 36    | 9     |
| F. C. Schalke 04 · Alemania       | 1.ª           | 2016-17       | 23    | 3     | 2                | 0                | 5                     | 0                     | 30    | 3     |
| F. C. Schalke 04 · Alemania       | Total club    | Total club    | 82    | 18    | 5                | 0                | 19                    | 4                     | 106   | 22    |
| Stoke City F. C. Inglaterra       | 1.ª           | 2017-18       | 30    | 5     | 2                | 0                | —                     | —                     | 32    | 5     |
| Stoke City F. C. Inglaterra       | Total club    | Total club    | 30    | 5     | 2                | 0                | 0                     | 0                     | 32    | 5     |
| París Saint-Germain F. C. Francia | 1.ª           | 2018-19       | 22    | 3     | 5                | 0                | 4                     | 0                     | 31    | 3     |
| París Saint-Germain F. C. Francia | 1.ª           | 2019-20       | 9     | 3     | 5                | 2                | 6                     | 1                     | 20    | 6     |
| París Saint-Germain F. C. Francia | Total club    | Total club    | 31    | 6     | 10               | 2                | 10                    | 1                     | 51    | 9     |
| Bayern de Múnich · Alemania       | 1.ª           | 2020-21       | 22    | 3     | 1                | 2                | 9                     | 4                     | 32    | 9     |
| Bayern de Múnich · Alemania       | 1.ª           | 2021-22       | 20    | 4     | 2                | 4                | 4                     | 1                     | 26    | 9     |
| Bayern de Múnich · Alemania       | 1.ª           | 2022-23       | 19    | 10    | 4                | 3                | 7                     | 4                     | 30    | 17    |
| Bayern de Múnich · Alemania       | 1.ª           | 2023-24       | 27    | 2     | 2                | 1                | 5                     | 0                     | 34    | 3     |
| Bayern de Múnich · Alemania       | Total club    | Total club    | 88    | 19    | 9                | 10               | 25                    | 9                     | 122   | 38    |
| New York Red Bulls Estados Unidos | 1.ª           | 2025          | 25    | 15    | 3                | 1                | 2                     | 0                     | 30    | 16    |
| New York Red Bulls Estados Unidos | Total club    | Total club    | 25    | 15    | 3                | 1                | 2                     | 0                     | 30    | 16    |
| Total carrera                     | Total carrera | Total carrera | 413   | 92    | 42               | 16               | 65                    | 16                    | 520   | 124   |
| 1. 2. 3. Fuente: Worldfootball    |               |               |       |       |                  |                  |                       |                       |       |       |

### Hat-tricks
| Partidos en los que anotó tres o más goles | Partidos en los que anotó tres o más goles | Partidos en los que anotó tres o más goles | Partidos en los que anotó tres o más goles | Partidos en los que anotó tres o más goles | Partidos en los que anotó tres o más goles | Partidos en los que anotó tres o más goles | Partidos en los que anotó tres o más goles |
| #                                          | Fecha                                      | Lugar                                      | Equipo                                     | Rival                                      | Goles                                      | Resultado                                  | Competición                                |
| ------------------------------------------ | ------------------------------------------ | ------------------------------------------ | ------------------------------------------ | ------------------------------------------ | ------------------------------------------ | ------------------------------------------ | ------------------------------------------ |
| 1                                          | 25 de agosto de 2021                       | Weserstadion                               | F. C. Bayern                               | Bremer S. V.                               | Gol · Gol · Gol · Gol                      | 0 - 12                                     | Copa de Alemania 2021-22                   |

## Palmarés

### Títulos nacionales
| Título                     | Club                      | País     | Año     |
| -------------------------- | ------------------------- | -------- | ------- |
| Ligue 1                    | París Saint-Germain F. C. | Francia  | 2018-19 |
| Supercopa de Francia       | París Saint-Germain F. C. | Francia  | 2019    |
| Ligue 1                    | París Saint-Germain F. C. | Francia  | 2019-20 |
| Copa de Francia            | París Saint-Germain F. C. | Francia  | 2019-20 |
| Copa de la Liga de Francia | París Saint-Germain F. C. | Francia  | 2019-20 |
| Bundesliga                 | Bayern de Múnich          | Alemania | 2020-21 |
| Supercopa de Alemania      | Bayern de Múnich          | Alemania | 2021    |
| Bundesliga                 | Bayern de Múnich          | Alemania | 2021-22 |
| Supercopa de Alemania      | Bayern de Múnich          | Alemania | 2022    |
| Bundesliga                 | Bayern de Múnich          | Alemania | 2022-23 |

### Títulos internacionales
| Título                 | Club             | Sede  | Año  |
| ---------------------- | ---------------- | ----- | ---- |
| Copa Mundial de Clubes | Bayern de Múnich | Catar | 2020 |